# Campeonato Sudamericano 1963
El Campeonato Sudamericano 1963 fue la XXVIII edición del Campeonato Sudamericano, hoy conocido como Copa América. Esta versión del torneo se realizó (por primera vez) en Bolivia, entre el 10 de marzo y el 31 de marzo de 1963.
El torneo se disputó en dos sedes: La Paz (ciudad ejecutiva y legislativa de Bolivia) y en Cochabamba. Bolivia (la selección local) fue quien se quedó con el título, lográndolo por primera vez en su historia.

## Organización

### Sede
| La Paz                            | Cochabamba                     |
| --------------------------------- | ------------------------------ |
| Estadio Presidente Hernando Siles | Antiguo Estadio Félix Capriles |
| Capacidad: 30 000                 | Capacidad: 20 000              |
|                                   |                                |

### Árbitros
- Arturo Yamasaki.
- João Etzel Filho.
- José Dimas Larrosa.
- Luis Ventre.
- Tomás Antruejo.
- Ovidio Orrego.

## Equipos participantes
| Equipos participantes | Equipos participantes | Equipos participantes | Equipos participantes |
| --------------------- | --------------------- | --------------------- | --------------------- |
| Argentina             | Bolivia               | Brasil                | Colombia              |
| Ecuador               | Paraguay              | Perú                  |                       |

## Resultados

### Posiciones
| Selección | Pts. | PJ | PG | PE | PP | GF | GC | Dif. |
| --------- | ---- | -- | -- | -- | -- | -- | -- | ---- |
| Bolivia   | 11   | 6  | 5  | 1  | 0  | 19 | 13 | +6   |
| Paraguay  | 9    | 6  | 4  | 1  | 1  | 13 | 7  | +6   |
| Argentina | 7    | 6  | 3  | 1  | 2  | 15 | 10 | +5   |
| Brasil    | 5    | 6  | 2  | 1  | 3  | 12 | 13 | –1   |
| Perú      | 5    | 6  | 2  | 1  | 3  | 8  | 11 | –3   |
| Ecuador   | 4    | 6  | 1  | 2  | 4  | 14 | 18 | –4   |
| Colombia  | 1    | 6  | 0  | 1  | 5  | 10 | 19 | –9   |

### Partidos
| 10 de marzo de 1963 | Bolivia                                                 | 4:4 (2:2) | Ecuador                                     | Estadio Hernando Siles, La Paz                                     |                                                                    |
|                     | A. López 16' · Castillo 27' · Alcócer 55' · Camacho 80' |           | 30' Raffo · 44', 50' Raymondi · 47' Bolaños | Asistencia: 15 000 espectadores Árbitro(s): Arturo Yamasaki (Perú) | Asistencia: 15 000 espectadores Árbitro(s): Arturo Yamasaki (Perú) |

| 10 de marzo de 1963 | Argentina                                         | 4:2 (2:2) | Colombia                 | Estadio Félix Capriles, Cochabamba                                    |                                                                       |
|                     | Zárate 3', 89' · J. Fernández 11' · Rodríguez 87' |           | 4' Campillo · 37' Aceros | Asistencia: 18 000 espectadores Árbitro(s): João Etzel Filho (Brasil) | Asistencia: 18 000 espectadores Árbitro(s): João Etzel Filho (Brasil) |

| 10 de marzo de 1963 | Brasil     | 1:0 (1:0) | Perú | Estadio Félix Capriles, Cochabamba                                        |                                                                           |
|                     | Flávio 16' |           |      | Asistencia: 18 000 espectadores Árbitro(s): José Dimas Larrosa (Paraguay) | Asistencia: 18 000 espectadores Árbitro(s): José Dimas Larrosa (Paraguay) |

| 13 de marzo de 1963 | Perú                       | 2:1 (0:0) | Argentina  | Estadio Félix Capriles, Cochabamba                                        |                                                                           |
|                     | Tenemás 62' · Gallardo 76' |           | 57' Zárate | Asistencia: 10 000 espectadores Árbitro(s): José Dimas Larrosa (Paraguay) | Asistencia: 10 000 espectadores Árbitro(s): José Dimas Larrosa (Paraguay) |

| 14 de marzo de 1963 | Paraguay                               | 3:1 (1:1) | Ecuador   | Estadio Hernando Siles, La Paz                                      |                                                                     |
|                     | Zárate 9' · Cabrera 57' · Quiñónez 71' |           | 28' Raffo | Asistencia: 15 000 espectadores Árbitro(s): Luis Ventre (Argentina) | Asistencia: 15 000 espectadores Árbitro(s): Luis Ventre (Argentina) |

| 14 de marzo de 1963 | Brasil                                                            | 5:1 (2:0) | Colombia   | Estadio Hernando Siles, La Paz                                       |                                                                      |
|                     | Flávio 7', 82' · Marco Antônio 31' · Taurisano 56' · Fernando 83' |           | 85' Gamboa | Asistencia: 15 000 espectadores Árbitro(s): Tomás Antruejo (Bolivia) | Asistencia: 15 000 espectadores Árbitro(s): Tomás Antruejo (Bolivia) |

| 17 de marzo de 1963 | Bolivia          | 2:1 (2:1) | Colombia  | Estadio Félix Capriles, Cochabamba                                 |                                                                    |
|                     | Alcócer 22', 40' |           | 4' Botero | Asistencia: 18 000 espectadores Árbitro(s): Arturo Yamasaki (Perú) | Asistencia: 18 000 espectadores Árbitro(s): Arturo Yamasaki (Perú) |

| 17 de marzo de 1963 | Perú                    | 2:1 (2:1) | Ecuador   | Estadio Hernando Siles, La Paz                                      |                                                                     |
|                     | León 34' · Mosquera 43' |           | 20' Raffo | Asistencia: 8 000 espectadores Árbitro(s): Ovidio Orrego (Colombia) | Asistencia: 8 000 espectadores Árbitro(s): Ovidio Orrego (Colombia) |

| 17 de marzo de 1963 | Paraguay               | 2:0 (1:0) | Brasil | Estadio Hernando Siles, La Paz                                      |                                                                     |
|                     | Zárate 17' · Ayala 83' |           |        | Asistencia: 8 000 espectadores Árbitro(s): Tomás Antruejo (Bolivia) | Asistencia: 8 000 espectadores Árbitro(s): Tomás Antruejo (Bolivia) |

| 20 de marzo de 1963 | Paraguay                                 | 3:2 (1:1) | Colombia                          | Estadio Félix Capriles, Cochabamba                                  |                                                                     |
|                     | Zárate 10' · Arámbulo 50' · Martínez 89' |           | 19' Campillo · 90' (a.g.) Calonga | Asistencia: 10 000 espectadores Árbitro(s): Luis Ventre (Argentina) | Asistencia: 10 000 espectadores Árbitro(s): Luis Ventre (Argentina) |

| 20 de marzo de 1963 | Argentina                           | 4:2 (1:1) | Ecuador                   | Estadio Félix Capriles, Cochabamba                                 |                                                                    |
|                     | Savoy 34', 53', 90' · Rodríguez 58' |           | 32' Pineda · 49' Palacios | Asistencia: 20 000 espectadores Árbitro(s): Arturo Yamasaki (Perú) | Asistencia: 20 000 espectadores Árbitro(s): Arturo Yamasaki (Perú) |

| 21 de marzo de 1963 | Bolivia                               | 3:2 (2:1) | Perú                    | Estadio Hernando Siles, La Paz                                        |                                                                       |
|                     | Camacho 2' · Alcócer 49' · García 76' |           | 12' Gallardo · 80' León | Asistencia: 20 000 espectadores Árbitro(s): João Etzel Filho (Brasil) | Asistencia: 20 000 espectadores Árbitro(s): João Etzel Filho (Brasil) |

| 24 de marzo de 1963 | Perú         | 1:1 (1:1) | Colombia        | Estadio Hernando Siles, La Paz                                      |                                                                     |
|                     | Gallardo 25' |           | 33' F. González | Asistencia: 10 000 espectadores Árbitro(s): Luis Ventre (Argentina) | Asistencia: 10 000 espectadores Árbitro(s): Luis Ventre (Argentina) |

| 24 de marzo de 1963 | Argentina                             | 3:0 (2:0) | Brasil | Estadio Hernando Siles, La Paz                                     |                                                                    |
|                     | Rodríguez 3' · Savoy 33' · Juárez 86' |           |        | Asistencia: 30 000 espectadores Árbitro(s): Arturo Yamasaki (Perú) | Asistencia: 30 000 espectadores Árbitro(s): Arturo Yamasaki (Perú) |

| 24 de marzo de 1963 | Bolivia                   | 2:0 (1:0) | Paraguay | Estadio Félix Capriles, Cochabamba                                        |                                                                           |
|                     | Castillo 17' · García 88' |           |          | Asistencia: 18 000 espectadores Árbitro(s): José Dimas Larrosa (Paraguay) | Asistencia: 18 000 espectadores Árbitro(s): José Dimas Larrosa (Paraguay) |

| 27 de marzo de 1963 | Brasil          | 2:2 (1:0) | Ecuador              | Estadio Félix Capriles, Cochabamba                                        |                                                                           |
|                     | Oswaldo 5', 60' |           | 84' Azón · 90' Raffo | Asistencia: 20 000 espectadores Árbitro(s): José Dimas Larrosa (Paraguay) | Asistencia: 20 000 espectadores Árbitro(s): José Dimas Larrosa (Paraguay) |

| 27 de marzo de 1963 | Paraguay                                    | 4:1 (3:0) | Perú         | Estadio Félix Capriles, Cochabamba                                  |                                                                     |
|                     | Martínez 5', 25' · Cabrera 45' · Zárate 77' |           | 70' Gallardo | Asistencia: 20 000 espectadores Árbitro(s): Luis Ventre (Argentina) | Asistencia: 20 000 espectadores Árbitro(s): Luis Ventre (Argentina) |

| 28 de marzo de 1963 | Bolivia                                 | 3:2 (2:2) | Argentina          | Estadio Hernando Siles, La Paz                                     |                                                                    |
|                     | Castillo 12' · Blacut 32' · Camacho 88' |           | 17', 34' Rodríguez | Asistencia: 20 000 espectadores Árbitro(s): Arturo Yamasaki (Perú) | Asistencia: 20 000 espectadores Árbitro(s): Arturo Yamasaki (Perú) |

| 31 de marzo de 1963 | Ecuador                                     | 4:3 (2:0) | Colombia                                  | Estadio Hernando Siles, La Paz                                            |                                                                           |
|                     | Raymondi 30' · Raffo 37', 88' · Bolaños 53' |           | 46' Aceros · 68' Botero · 75' H. González | Asistencia: 15 000 espectadores Árbitro(s): José Dimas Larrosa (Paraguay) | Asistencia: 15 000 espectadores Árbitro(s): José Dimas Larrosa (Paraguay) |

| 31 de marzo de 1963 | Argentina   | 1:1 (0:1) | Paraguay    | Estadio Hernando Siles, La Paz                                     |                                                                    |
|                     | Lallana 58' |           | 33' Carrera | Asistencia: 15 000 espectadores Árbitro(s): Arturo Yamasaki (Perú) | Asistencia: 15 000 espectadores Árbitro(s): Arturo Yamasaki (Perú) |

| 31 de marzo de 1963                                                                                | Bolivia                                                                | 5:4 (2:3) | Brasil                                          | Estadio Félix Capriles, Cochabamba                                   |                                                                      |
| | Ugarte 29', 69' (pen.) · Camacho 43' · García 49' (t.l.) · Alcócer 57' |           | 22', 38' Flávio · 72' Marco Antônio · 87' Almir | Asistencia: 25 000 espectadores Árbitro(s): Ovidio Orrego (Colombia) | Asistencia: 25 000 espectadores Árbitro(s): Ovidio Orrego (Colombia) |
| Bolivia se consagra campeón de Copa América por primera (y hasta ahora, única) vez en su historia. |                                                                        |           |                                                 |                                                                      |                                                                      |

|                             |
| Bandera de Bolivia          |
| Campeón Bolivia 1.er título |

Plantilla
- Isaac Álvarez Moscoso, Roberto Cainzo Ocaranza, Eulogio Vargas, Máximo Alcócer, Hugo Palenque, Osvaldo Villarroel, Jesús Herbas Reyes, Edgar Quinteros Guardia, Alberto Tórrez Vargas, Wilfredo Camacho, Carlos Cárdenas Rojas, Ramiro Blacutt Rodríguez, Abdul Aramayo Mendizabal, Ausberto García, Renán López Echavarría, Fortunato Castillo Andia, Víctor Agustín Ugarte y Arturo López.

## Goleadores
6 goles
- Carlos Alberto Raffo

5 goles
- Mario Rodríguez
- Máximo Alcócer
- Flávio Minuano

4 goles
- Raúl Savoy
- Wilfredo Camacho
- Eladio Zárate
- Alberto Gallardo

3 goles
- Roberto Héctor Zárate
- Ausberto García
- Fortunato Castillo
- Oswaldo Taurisano
- Enrique Raymondi
- Cecilio Martínez
- César Cabrera

2 goles
- Víctor Ugarte
- Marco Antônio
- Alonso Botero
- Carlos Campillo
- Delio Gamboa
- Herman Aceros
- Jorge Bolaños
- Pedro Pablo León

1 gol
- Ernesto Juárez
- Jorge Hugo Fernández
- Juan Carlos Lallana
- Ramiro Blacut
- Renán López
- Almir da Silva
- Fernando Consul
- Francisco González
- Héctor González
- Carlos Pineda
- Leonardo Palacios
- Néstor Azón
- Félix Arambulo
- Oppe Quiñónez
- Pelayo Ayala
- Enrique Tenemás
- Nemesio Mosquera

## Mejor jugador del torneo
- Ramiro Blacut.[7]